# Vyšná Kamenica
Vyšná Kamenica es un municipio del distrito de Košice-okolie en la región de Košice, Eslovaquia, con una población estimada a final del año 2024 de 393 habitantes.
Se encuentra ubicado en el centro de la región, en la cuenca hidrográfica del río Sajó (afluente derecho del Tisza) y cerca de la frontera con la región de Prešov y con Hungría.

## Demografía
| Año        | 1994 | 2004    | 2014    | 2024     |
| ---------- | ---- | ------- | ------- | -------- |
| Población  | 233  | 245     | 268     | 393      |
| Diferencia |      | +5,15 % | +9,38 % | +46,64 % |

| Año        | 2023 | 2024   |
| ---------- | ---- | ------ |
| Población  | 375  | 393    |
| Diferencia |      | +4,8 % |